# Hidalgo (savezna država)
Hidalgo je jedna od 31 savezne države Meksika, nalazi se u središnjem dijelu zemlje, Savezna država Hidalgo ima površinu od 20.813 km², a ima 2.415.416 stanovnika. Glavni grad ove savezne države je Pachuca.
Hidalgo je okružen saveznim državama San Luis Potosí na sjeveru, na istoku državama Veracruz i Puebla, na jugu saveznim državama Tlaxcala i México, a na sjeveroistoku državom Querétaro. 
Savezna država Hidalgo nosi ime po Miguel Hidalgo y Costilla (Miguel Hidalgo), svećenmiku i jednom od vođa u meksičkom ratu za nezavisnost. 

## Općine
- Acatlán
- Acaxochitlán
- Actopan
- Agua Blanca de Iturbide
- Ajacuba
- Alfajayucan
- Almoloya
- Apan
- Atitalaquia
- Atlapexco
- Atotonilco de Tula
- Atotonilco el Grande
- Calnali
- Cardonal
- Chapantongo
- Chapulhuacán
- Chilcuautla
- Cuautepec de Hinojosa
- El Arenal
- Eloxochitlán
- Emiliano Zapata (Hidalgo)
- Epazoyucan
- Francisco I. Madero (Hidalgo)
- Huasca de Ocampo
- Huautla
- Huazalingo
- Huehuetla
- Huejutla de Reyes
- Huichapan
- Ixmiquilpan
- Jacala de Ledezma
- Jaltocán
- Juárez Hidalgo
- La Misión
- Lolotla
- Metepec
- Metztitlán
- Mineral de la Reforma
- Mineral del Chico
- Mineral del Monte
- Mixquiahuala de Juárez
- Molango de Escamilla
- Nicolás Flores
- Nopala de Villagrán
- Omitlán de Juárez
- Pachuca de Soto
- Pacula
- Pisaflores
- Progreso de Obregón
- San Agustín Metzquititlán
- San Agustín Tlaxiaca
- San Bartolo Tutotepec
- San Felipe Orizatlán
- San Salvador (Hidalgo)
- Santiago de Anaya
- Santiago Tulantepec de Lugo Guerre
- Singuilucan
- Tasquillo
- Tecozautla
- Tenango de Doria
- Tepeapulco
- Tepehuacán de Guerrero
- Tepeji del Río de Ocampo
- Tepetitlán
- Tetepango
- Tezontepec de Aldama
- Tianguistengo
- Tizayuca
- Tlahuelilpan
- Tlahuiltepa
- Tlanalapa
- Tlanchinol
- Tlaxcoapan
- Tolcayuca
- Tula de Allende
- Tulancingo de Bravo
- Villa de Tezontepec
- Xochiatipan
- Xochicoatlán
- Yahualica
- Zacualtipán de Ángeles
- Zapotlán de Juárez
- Zempoala
- Zimapán